# Salon.com

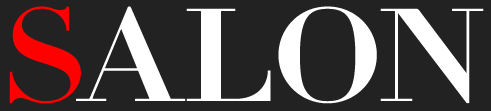
Logo

Salon.com ist ein Internet-Magazin, das seine Autoren und Leser hauptsächlich in den USA hat. Thematisch hat es jedoch eine globalere Ausrichtung und berichtet aus linksliberaler Perspektive über Politik und Kultur.
Das Web-Magazin wird von der Salon.com LLC in San Francisco herausgegeben. Es wurde 1995 von David Talbot gegründet, einem früher auch in New York, bei „Interview“ und beim „Playboy“ tätigen US-amerikanischen Journalisten. Er gilt als Pionier des gehobenen Online-Journalismus, fungiert aber nur mehr als Chief of Board.
1997, 1998 und 1999 erhielt Salon den Webby Award in der Kategorie Best Online Magazine.

## Zielrichtung & Inhalte
Salon.com versteht sich als ein Web-Knoten für zeitgemäßen, kulturellen Austausch. Rubriken sind News, Politik, Unterhaltung, Business, aber auch Life, Tech und Nachhaltigkeit.

### Vergebene Preise
Zwischen 1996 und 2011 vergaben die Autoren jährlich den Salon Book Award in verschiedenen Kategorien, welche ab 2012 vom What To Read Award abgelöst wurde.

### Reichweite
Die Website bekommt weltweit etwa 10,9 Millionen Unique Visits monatlich.